# Freddy Lim
Freddy Lim, né le 1er février 1976, est un musicien et homme politique taïwanais.
Leader du groupe musical Chthonic, ancien responsable d'Amnesty International pour Taïwan, il est élu en janvier 2016 aux élections législatives pour le Parti du nouveau pouvoir (New Power Party, NPP) une nouvelle formation politique.

## Engagement politique
Après que Freddy Lim, le vocaliste du groupe Chthonic, ait rendu visite au 14e dalaï-lama à Dharamsala début 2009, Chthonic décida de participer au Tibetan Freedom Concert en juillet de la même année à Taipei.
Freddy Lim a pris conscience de l’intérêt à se mobiliser lors du  Mouvement Tournesol des Étudiants en 2014 pour protester contre l'accord de libre-échange sino-taïwanais. Il s'est présenté aux élections législatives de 2016, soutenu par le Parti du nouveau pouvoir, dans le quartier populaire de Wanhua au sud-ouest de Taipei. Élu au parlement, il entend soutenir Tsai Ing-wen, la nouvelle Président de la République de Chine (Taïwan). Il milite pour que Pékin reconnaisse l'indépendance de son pays : « La plupart des Taïwanais se sentent exclusivement taïwanais et nous sommes déjà un pays, argue-t-il. Mais la Chine nous maintient constamment sous pression. Lors de ma dernière tournée aux États-Unis j'ai reçu des menaces de soi-disant « étudiants chinois » me prévenant de ne pas évoquer Taïwan ou la liberté sur scène. La Chine a pris trop d'importance dans nos affaires. Nous devons nous tourner vers d'autres pays. Car Taïwan ne fait pas partie de la Chine. Mais nous appartenons au monde ».

## Musique
Freddy Lim est le chanteur du groupe de metal extrême Chthonic.